# Paraxenolea indica
Paraxenolea indica – gatunek chrząszcza z rodziny kózkowatych i podrodziny zgrzypikowych. Jedyny przedstawiciel rodzaju Paraxenolea.

## Zasięg występowania
Gatunek ten występuje w Indiach.